# クリムゾン・リバー2 黙示録の天使たち
『クリムゾン・リバー2 黙示録の天使たち』（クリムゾン・リバーツー もくしろくのてんしたち、仏: Les Rivières pourpres II: Les anges de l'apocalypse、英: Crimson Rivers II: Angels of the Apocalypse）は、2004年のフランスのアクションスリラー映画。『クリムゾン・リバー』の続編となるサスペンス・スリラー。前作はジャン＝クリストフ・グランジェの小説『Les Rivières pourpres』を原作としているが、本作はそのキャラクターを使っただけの、リュック・ベッソン脚本によるオリジナルストーリーである。

## ストーリー
ロレーヌ地方、ドイツ国境近くにあるモンタヌス派教会の修道院。その禁断の第13号室の壁に、新入りの修道士がキリスト像をクギで打ち付けたところ、そこから血が流れ出てきた。現場に赴いたニーマンス警視率いる捜査班が壁をスキャンしたところ、中に死体が埋め込まれていることが判明する。一方、若い刑事レダは麻薬犯罪を捜査中、イエス・キリストそっくりの格好をして心身の衰弱した男に出くわした。不可解なうわごとを口走るその「イエス」は入院するが、僧衣に身を包んだ何者かに命を狙われる。気づいたレダがこれを追跡するが、超人的な体力を持つその謎の暗殺者に逃げ切られてしまう。そして、ニーマンスも壁に埋められた男フィリップの人脈から、「イエス」にたどりつく。また、事件のあった修道院や各地の掩蔽壕が、第二次世界大戦中に使われた要塞「マジノ線」によって地下でつながっていることもわかった。ニーマンスとレダ、そして宗教の専門家である捜査官マリーは協力して調べを進めてゆくが、フィリップの知人である12使徒と同名の人々が次々に殺されていく。広大な地下迷宮であるマジノ線。そこに秘められた何かをめぐって、巨大な陰謀がうごめいていた。

## キャスト
- ピエール・ニーマンス - ジャン・レノ（吹替：菅生隆之）
- レダ - ブノワ・マジメル（吹替：伊藤健太郎）
- マリー - カミーユ・ナッタ（英語版）（吹替：重松朋）
- エメリッヒ - クリストファー・リー（吹替：村松康雄）
- ジェズの妻 - ガブリエル・ラズール（フランス語版）（吹替：原奈津季）
- ジェズ（イエス） - オーギュスタン・ルグラン（フランス語版）（吹替：村治学）
- ヴァンサン神父 - セルジュ・リアブーキン（フランス語版）（吹替：中博史）
- ドミニク神父 - アンドレ・パンヴェルン（フランス語版）（吹替：遠藤純一）
- ペネロプ - ミレーヌ・ジャンパノワ（フランス語版）（吹替：林智恵）
- その他の吹替：牛村友哉、山田敦彦、多田野曜平、原田晃、姫野惠二、奥田啓人、永田博丈

## 備考
2006年5月21日に「日曜洋画劇場」で地上波初放送。この際、新規の吹き替え制作は行われず、ソフト版を流用して放送された。